# Chocieszów (Ukraina)
Chocieszów (ukr. Хотешів) – wieś na Ukrainie w rejonie kamieńskim obwodu wołyńskiego.

## Historia
Pod koniec XIX w. wieś w gminie Chocieszów, w powiecie kowelskim.